# Randi Gustad
Randi Heggemsnes Gustad, född 2 maj 1977 i Oslo, är en norsk jurist och tidigare handbollsspelare.

## Klubbkarriär
Moderklubben i Oslo hette Refstad-Veitvet IL  men hon spelade sina år i elithandbollen för Nordstrand IF där hon debuterade 1997 20 år gammal. Med Nordstrand vann hon norska cupen och ett seriemästerskap. Hon spelade för klubben åtmintsone till 2007.

## Landslagskarriär
Landslagskarriären började 1994 i norska ungdomslandslagen där hon spelade 1994–1997. Hon debuterade sent i seniorlandslaget mot Spanien i mars 2004 vid nära 27 års ålder. Gustad spelade 50 matcher och gjorde 53 mål i norska damlandslaget 2004–2005. Hon var med i truppen till EM 2004 och vann EM-guld med Norge, hennes främsta merit i karriären. Hon deltog också i VM 2005 då Norge kom på nionde plats. Gustad fick lite speltid i detta sista VM. Efter 50 landskamper tackade hon nej till landslaget.

## Efter karriären
Randi Gustad har varit expertkommentator för TV2 i Norge vid handbollssändningar. Hon är utbildad jurist och arbetar i advokatfirman G & G AS i Oslo. Hon är styrelsemedlem i Antidoping Norge. Randi Gustad tränar ungdomsspelare i Njård Håndball.